# جلال بن عبد الله
جلال بن عبد الله رسام تونسي.
ولد جلال بن عبد الله في ضواحي تونس العاصمة سنة 1928 من أسرة شعبية تعيش في وسط محيط شعبي بسيط. لذلك يوم أصبح فناناً، أتت أعماله الفنية ترجمة واقعية عن حياة الناس اليومية، حياة الفئة الشعبية التونسية الأصيلة، البسطاء منهم، يرسم أعمالهم ومعاناتهم كما يراهم، متحرراً من التيار والذوق الغربي الذي سيطر على الفن التونسي إبان الاستعمار الفرنسي.فكانت أعماله صور تونسية بحتة من صميم الحياة والتقاليد الشعبية التونسية الخضاب (الحناء)الغزل بالدولاب، نضح الماء من البئر، التطريز على النول، كل ذلك بواقعية لا حدود لها وبالأزياء المزخرفة والمطرزة والألوان الزاهية .وبهذا أوجد جلال بن عبد الله لنفسه أسلوباً وفناً عربياً صرفاً خال من الشوائب، متحرراً من التأثيرات الغربية الدخيلة.

## اتجاهه
لم يكن أسلوبه في الرسم يخضع في البداية إلى قواعد معينة، وانتمى إلى مدرسة تونس في الفنون التشكيلية منذ ظهورها في أواخر الأربعينات. وهو يستقي تصويره من فن النمنمات الفارسية.

## معارضه
يقضي جلال بن عبد الله كل وقته بمنزله بضاحية سيدي بوسعيد للرسم، وهو ينظم معرضا سنويا. وقد شارك في معارض انتظمت في تونس وخارجها ومن بين العواصم التي شهدت عرض رسومه ستوكهولم وباريس والقاهرة.